# Juncus membranaceus
Juncus membranaceus là một loài thực vật có hoa trong họ Juncaceae. Loài này được Royle mô tả khoa học đầu tiên năm 1840.